# 基督最高教宗騎士團勳章
基督最高教宗騎士團勳章（英語：The Supreme Order of Christ）於1319年3月14日由教宗若望二十二世創立，是最高級的教宗騎士團勳章。

## 歷史
1319年3月14日，教宗若望二十二世創立此騎士團勳章。後來騎士團喪失其軍事用途。1905年2月7日，教宗庇護十世將勳章改為現在的名稱。1966年，教宗保祿六世下令只向天主教國家元首授予勳章。1993年比利時國王博杜安離世，博杜安離世後至今就再沒有在世獲勳者。

## 標誌和衣飾

### 標誌及領環
標誌是一個紅色十字架包圍一個白色十字架，而上方則有一個金色皇冠裝飾。整個標誌會掛在領環上，領環上有教宗徽號和小標誌。獲勳者可以在其紋章上加入圍繞其紋章盾的領環圖案。

### 佩星
獲勳的騎士可於自己的左胸佩帶佩星，佩星為一個角與角之間有數條射線的八角形銀色佩星，中央處有一個標誌。標誌外有一個金色的月桂花環將其包圍。

## 獲授勳的著名人士
- 比利時國王博杜安[4]
- 第76任馬爾他騎士團大團長盧多維科·基吉 ·阿爾巴尼 ·德拉羅維爾

## 資料來源
1. 1 2 3 4   (PDF). 意大利總統府辦公室.   [2017-04-20]. （原始内容 (PDF)存档于2016-09-09） （英语）.
2. ↑   Peter M. J. Stravinskas. . Our Sunday Visitor Publishing. 2002: 第189頁  [2017-04-28] （英语）.
3. ↑   James-Charles Noonan Jr. . Viking Press. 1996: 第196頁  [2017-04-28]. ISBN 0-670-86745-4 （英语）.
4. ↑  . Getty Images.   [2017-04-28]. （原始内容存档于2017-06-14） （英语）.